# Старокостянтинівська міська рада
Старокостянти́нівська міська́ ра́да — орган місцевого самоврядування в Хмельницькій області. Адміністративний центр — місто обласного значення Старокостянтинів.

## Загальні відомості
- Територія ради: 40 км²
- Населення ради: 35 104 особи (станом на 1 січня 2014 року)
- Територією ради протікають річки Случ, Ікопоть, Шахівка.

## Населені пункти
Міській раді підпорядковані населені пункти:
- м. Старокостянтинів

## Склад ради
Рада складається з 46 депутатів та голови.
- Голова ради: Мельничук Микола Степанович
- Секретар ради: Степанишин Олександр Дмитрович

### Керівний склад попередніх скликань
| ПІБ                         | Основні відомості                                                                                | Дата обрання | Дата звільнення |
| --------------------------- | ------------------------------------------------------------------------------------------------ | ------------ | --------------- |
| Мельничук Микола Степанович | Міський голова, 1953 року народження, освіта вища                                                | 26.03.2006   | 31.10.2010      |
| Мельничук Микола Степанович | Міський голова, 1953 року народження, освіта вища, член Всеукраїнського об'єднання «Батьківщина» | 31.10.2010   |                 |

Примітка: таблиця складена за даними джерела

### Депутати
За результатами місцевих виборів 2010 року депутатами ради стали:

#### За суб'єктами висування
| Суб'єкт висування                                                                    | Кількість обраних депутатів | %    |
| ------------------------------------------------------------------------------------ | --------------------------- | ---- |
| Політична партія Всеукраїнське об'єднання «Батьківщина»                              | 14                          | 30,4 |
| Партія регіонів                                                                      | 12                          | 26,1 |
| Народна партія                                                                       | 6                           | 13   |
| Політична партія «Фронт Змін»                                                        | 4                           | 8,7  |
| Політична партія Всеукраїнське об'єднання «Свобода»                                  | 3                           | 6,5  |
| Політична партія «Сильна Україна»                                                    | 2                           | 4,3  |
| Політична партія «УДАР (Український Демократичний Альянс за Реформи) Віталія Кличка» | 2                           | 4,3  |
| Комуністична партія України                                                          | 1                           | 2,2  |
| Партія «Народна влада»                                                               | 1                           | 2,2  |
| Політична партія Народний Рух України                                                | 1                           | 2,2  |

#### За округами
| № округу                                                                             | Прізвище, ім'я, по батькові       | Дата визнання обраним | Освіта         | Партійна приналежність                                                                     | Відомості про обраного депутата |
| ------------------------------------------------------------------------------------ | --------------------------------- | --------------------- | -------------- | ------------------------------------------------------------------------------------------ | --- |
| Комуністична партія України                                                          |                                   |                       |                |                                                                                            | |
| б/м                                                                                  | Єгіазарян Анатолій Олександрович  | 04.11.2010            | Освіта вища    | член Комуністичної партії України                                                          | пенсіонер |
| Народна Партія                                                                       |                                   |                       |                |                                                                                            | |
| б/м                                                                                  | Мудрик Павло Михайлович           | 04.11.2010            | Освіта вища    | член Народної партії                                                                       | Старокостянтинівцукор, заступник головного інженера |
| б/м                                                                                  | Бугера Анатолій Михайлович        | 04.11.2010            | Освіта вища    | член Народної партії                                                                       | Старокостянинівський центр культури, директор |
| 12                                                                                   | Присяжнюк Аркадій Улянович        | 04.11.2010            | Освіта вища    | член Народної партії                                                                       | Старокостянтинівська ЦРЛ, лікар ординатордитячого відділення |
| 15                                                                                   | Гуменюк Руслан Олександрович      | 04.11.2010            | Освіта вища    | член Народної партії                                                                       | м. Старокостянтинів, приватний підпріємець |
| 16                                                                                   | Афанасьєв Олександр Вікторович    | 04.11.2010            | Освіта вища    | член Народної партії                                                                       | Старокостянтинівська загальноосвітня школа № 8, вчитель |
| 22                                                                                   | Боровик Анатолій Васильович       | 04.11.2010            | Освіта вища    | член Народної партії                                                                       | СТОВ «Заслуч», голова правління |
| Партія «Народна влада»                                                               |                                   |                       |                |                                                                                            | |
| б/м                                                                                  | Ганжа Сергій Михайлович           | 04.11.2010            | Освіта вища    | член Партії «Народна влада»                                                                | Фермерське господарство «Бізон», юрисконсульт |
| Партія регіонів                                                                      |                                   |                       |                |                                                                                            | |
| б/м                                                                                  | Кривенький Руслан Анатолійович    | 04.11.2010            | Освіта вища    | член Партії регіонів                                                                       | Старокостянтинівська районна державна адміністрація, заступник голови |
| б/м                                                                                  | Франко Анатолій Михайлович        | 04.11.2010            | Освіта вища    | член Партії регіонів                                                                       | Великочернятинська загальноосвітня школа I-III ст. Старокостянтинівського району, директор школи                                                                                   |
| б/м                                                                                  | Рябчук Микола Олександрович       | 04.11.2010            | Освіта вища    | член Партії регіонів                                                                       | ТОВ «Провідна продовольча компанія Збройних Сил», начальник складу |
| б/м                                                                                  | Пономарьов Сергій Вікторович      | 04.11.2010            | Освіта вища    | член Партії регіонів                                                                       | ТОВ «Нарс-Авто», генеральний директор |
| б/м                                                                                  | Лавренюк Олена Максимівна         | 04.11.2010            | Освіта вища    | член Партії регіонів                                                                       | Старокостянтинівське управління освіти виконкому міської ради, головний спеціаліст                                                                                                 |
| 4                                                                                    | Близнюк Сергій Іванович           | 04.11.2010            | Освіта вища    | позапартійний                                                                              | Військова частина А2502, м. Старокостянтинів, командир |
| 6                                                                                    | Здибель Олег Кирилович            | 04.11.2010            | Освіта вища    | позапартійний                                                                              | Військова частина А2502 м. Старокостянтинів, військовослужбовець |
| 7                                                                                    | Конон Микола Григорович           | 04.11.2010            | Освіта вища    | член Партії регіонів                                                                       | пенсіонер |
| 13                                                                                   | Мельничук Леонід Васильович       | 04.11.2010            | Освіта середня | член Партії регіонів                                                                       | пенсіонер |
| 20                                                                                   | Борикін Олег Георгійович          | 04.11.2010            | Освіта вища    | позапартійний                                                                              | Старокостянтинівський РВУ МНС в Хмельницькій області, начальник |
| 21                                                                                   | Ніконішин Віктор Леонідович       | 07.02.2011            | Освіта вища    | позапартійний                                                                              | Хмельницька обласна рада, начальник відділу з питань внутрішньої політики, адміністративно-територіального устрою та інформаційного забезпечення виконавчого апарату обласної ради |
| 23                                                                                   | Шелестюк Олег Олексійович         | 04.11.2010            | Освіта вища    | позапартійний                                                                              | м. Старокостянтинів, приватний підприємець |
| Політична партія Всеукраїнське об'єднання «Батьківщина»                              |                                   |                       |                |                                                                                            | |
| б/м                                                                                  | Возний Олександр Іванович         | 04.11.2010            | Освіта вища    | член Всеукраїнського об'єднання «Батьківщина»                                              | Директор ТОВ «Руслан», директор |
| б/м                                                                                  | Ковальський Володимир Миколайович | 04.11.2010            | Освіта вища    | член Всеукраїнського об'єднання «Батьківщина»                                              | ТОВ «Базис», директор |
| б/м                                                                                  | Кухар Володимир Володимирович     | 04.11.2010            | Освіта вища    | член Всеукраїнського об'єднання «Батьківщина»                                              | «Центр громади», заступник директора |
| б/м                                                                                  | Касприк Олег Васильович           | 04.11.2010            | Освіта вища    | член Всеукраїнського об'єднання «Батьківщина»                                              | Фонд соціального страхування, директор |
| б/м                                                                                  | Максімов Микола Михайлович        | 04.11.2010            | Освіта вища    | член Всеукраїнського об'єднання «Батьківщина»                                              | ТОВ «Деркачі», директор |
| б/м                                                                                  | Щербань Надія Михайлівна          | 04.11.2010            | Освіта вища    | член Всеукраїнського об'єднання «Батьківщина»                                              | Міський відділ освіти, завідувачка |
| 1                                                                                    | Бліщ Світлана Іванівна            | 04.11.2010            | Освіта вища    | член Всеукраїнського об'єднання «Батьківщина»                                              | Старокостянтинівська ЖЕК, майстер |
| 2                                                                                    | Карпенко Надія Феодосіївна        | 04.11.2010            | Освіта вища    | член Всеукраїнського об'єднання «Батьківщина»                                              | Старокостянтинівська загальноосвітня школа I-III ст. № 7, вчитель |
| 3                                                                                    | Лактіонов Олександр Дмитрович     | 04.11.2010            | Освіта вища    | член Всеукраїнського об'єднання «Батьківщина»                                              | КП"Водоканал" м. Старокостянтинів, директор |
| 5                                                                                    | Поліщук Катерина Дмитрівна        | 04.11.2010            | Освіта вища    | член Всеукраїнського об'єднання «Батьківщина»                                              | тимчасово не працює |
| 9                                                                                    | Степанишин Олександр Дмитрович    | 04.11.2010            | Освіта вища    | член Всеукраїнського об'єднання «Батьківщина»                                              | Міська рада, м. Старокостянтинів, секретар |
| 10                                                                                   | Омельченко Володимир Вікторович   | 04.11.2010            | Освіта вища    | член Всеукраїнського об'єднання «Батьківщина»                                              | приватний підприємець |
| 17                                                                                   | Павлюк Сергій Степанович          | 04.11.2010            | Освіта вища    | член Всеукраїнського об'єднання «Батьківщина»                                              | Старокостянтинівський міський відділ освіти, спеціаліст |
| 19                                                                                   | Цісарук Надія Володимирівна       | 04.11.2010            | Освіта вища    | член Всеукраїнського об'єднання «Батьківщина»                                              | Старокостянтинівська загальноосвітня школа I-III ст. № 6, директор |
| Політична партія Всеукраїнське об'єднання «Свобода»                                  |                                   |                       |                |                                                                                            | |
| б/м                                                                                  | Кравчук Віталій Миколайович       | 04.11.2010            | Освіта вища    | член Всеукраїнського об'єднання «Свобода»                                                  | Адвокатська контора, адвокат |
| б/м                                                                                  | Михайлюк Григорій Дмитрович       | 04.11.2010            | Освіта вища    | член Всеукраїнського об'єднання «Свобода»                                                  | ТОВ «Нарс-Авто», інженер |
| 11                                                                                   | Сторожук Юрій Олексійович         | 04.11.2010            | Освіта вища    | член Всеукраїнського об'єднання «Свобода»                                                  | Старокостянтинівська ЦРЛ, лікар-офтальмолог |
| Політична партія Народний Рух України                                                |                                   |                       |                |                                                                                            | |
| 14                                                                                   | Висоцький Георгій Миколайович     | 04.11.2010            | Освіта вища    | член Народного Руху України                                                                | м. Старокостянтинів, приватний підприємець |
| Політична партія «Сильна Україна»                                                    |                                   |                       |                |                                                                                            | |
| б/м                                                                                  | Тарасюк Валентина Яківна          | 04.11.2010            | Освіта вища    | член Політичної партії «Сильна Україна»                                                    | ПП «Престиж», головний бухгалтер |
| б/м                                                                                  | Янковська Галина Володимирівна    | 04.11.2010            | Освіта вища    | член Політичної партії «Сильна Україна»                                                    | Управління праці та соціального захисту населення, спеціаліст 1-ї категорії |
| Політична партія «УДАР (Український Демократичний Альянс за Реформи) Віталія Кличка» |                                   |                       |                |                                                                                            | |
| б/м                                                                                  | Корнійчук Оксана Сергіївна        | 04.11.2010            | Освіта вища    | член Політичної партії «УДАР (Український Демократичний Альянс за Реформи) Віталія Кличка» | приватний підприємець |
| б/м                                                                                  | Корнійчук Людмила Іванівна        | 04.11.2010            | Освіта середня | позапартійна                                                                               | приватний підприємець |
| Політична партія «Фронт Змін»                                                        |                                   |                       |                |                                                                                            | |
| б/м                                                                                  | Томчук Олександр Вікторович       | 04.11.2010            | Освіта вища    | член Політичної партії «Фронт Змін»                                                        | Центр Громади, директор |
| б/м                                                                                  | Прокін Володимир Сергійович       | 04.11.2010            | Освіта вища    | член Політичної партії «Фронт Змін»                                                        | приватний підприємець |
| 8                                                                                    | Прокоп'юк Сергій Іванович         | 04.11.2010            | Освіта вища    | член Політичної партії «Фронт Змін»                                                        | Виконавчий комітет, міська рада, м. Старокостянтинів, завідувач відділу |
| 18                                                                                   | Булич Володимир Євгенович         | 04.11.2010            | Освіта вища    | член Політичної партії «Фронт Змін»                                                        | ККП м. Старокостянтинів, начальник |